# لجنة الصحة والشؤون الاجتماعية (تونس)
لجنة الصحة والشؤون الاجتماعية هي إحدى اللجان القارة التسعة لمجلس نواب الشعب التونسي.

منذ 2 مارس 2016 (المجلس الأول) تترأس هذه اللجنة مباركة عوائنية.

## المهام
تختص لجنة الصحة والشؤون الاجتماعية بالنظر في المشاريع والمقترحات والمسائل المتعلقة ب:
- الرعاية الاجتماعية والصحة العمومية.
- شؤون الأسرة.
- الجنسية والحالة الشخصية.
- شؤون ذوي الإعاقة.

## رؤساء اللجنة
| الرئيس               | الكتلة  | الكتلة                     | العهدة         | العهدة        | الهيئة التشريعية               |
| -------------------- | ------- | -------------------------- | -------------- | ------------- | ------------------------------ |
| الناصر الغربي        |         | التجمع الدستوري الديمقراطي | 11 نوفمبر 2009 | 9 فبراير 2011 | مجلس النواب التونسي الثاني عشر |
| محمد عبد المنعم كرير |         | غير المنتمين               | 13 فبراير 2012 | 2 ديسمبر 2014 | المجلس الوطني التأسيسي التونسي |
| لا يوجد              | لا يوجد | لا يوجد                    | 27 فبراير 2015 | 2 مارس 2016   | مجلس نواب الشعب التونسي الأول  |
| مباركة عوائنية       |         | الجبهة الشعبية             | 2 مارس 2016    | الآن          | مجلس نواب الشعب التونسي الأول  |

## مكتب اللجنة

### 2011 - 2014
تتكون هذه اللجنة من 21 عضوا.
| المنصب          | الاسم                | الكتلة | الكتلة       | الدائرة الانتخابية |
| --------------- | -------------------- | ------ | ------------ | ------------------ |
| الرئيس          | محمد عبد المنعم كرير |        | غير المنتمين | المنستير           |
| نائب الرئيس     | وسام ياسين           |        | غير المنتمين | جندوبة             |
| المقرر          | فرح النصيبي          |        | غير المنتمين | القصرين            |
| مقرر مساعد أول  | بشير اللزام          |        | حركة النهضة  | بنزرت              |
| مقرر مساعد ثاني | محمد علي نصري        |        | غير المنتمين | القصرين            |

### 2014 - حاليا
بين 27 فبراير 2015 و2 مارس 2016 لم يكن هناك مكتب للجنة، ومع كذلك كانت هناك اجتماعات قليلة ب21 عضوا نائبا، مع العلم أنه ينقصها العضو 22.

منذ 2 مارس 2016، تم تركيز المكتب الجديد للجنة التي تتكون من 22 عضوا.
| المنصب          | الاسم          | الكتلة | الكتلة              | الدائرة الانتخابية |
| --------------- | -------------- | ------ | ------------------- | ------------------ |
| الرئيس          | مباركة عوائنية |        | الجبهة الشعبية      | سيدي بوزيد         |
| نائب الرئيس     | إبراهيم ناصف   |        | الكتلة الحرة        | بنزرت              |
| المقرر          | فريدة العبيدي  |        | حركة النهضة         | القيروان           |
| مقرر مساعد أول  | جيهان عويشي    |        | نداء تونس           | جندوبة             |
| مقرر مساعد ثاني | يوسف الجويني   |        | الاتحاد الوطني الحر | أريانة             |

## روابط خارجية
- صفحة اللجنة على الموقع الرسمي لمجلس نواب الشعب.
- صفحة اللجنة لمجلس نواب الشعب على موقع مرصد التابع لمنظمة البوصلة.
- صفحة اللجنة للمجلس التأسيسي على موقع مرصد التابع لمنظمة البوصلة.